# Alfons II Prowansalski
Alfons II Prowansalski (ur. ok. 1174 roku w Barcelonie, zm. 1 grudnia 1209 w Palermo) – hrabia Prowansji w latach 1185-1209.

## Życiorys
Był drugim synem i piątym dzieckiem pierwszego króla połączonej Aragonii i Barcelony, Alfonsa II Aragońskiego z Sanchą Kastylijską, córką króla Kastylii Alfonsa VII Imperatora i Ryksy, córki Władysława Wygnańca. Jego ojciec w 1185 roku, chcąc poprawić stosunki z Księstwem Tuluzy, obalił swego brata Sancha, hrabiego Prowansji. Władzę powierzył swemu małoletniemu synowi, który zatrzymał ją aż do śmierci w 1209 roku. Alfons Prowansalski faktyczne rządy objął w 1195 roku. Na skutek kłótni z wujem swej żony, Wilhelmem IV z Focalquier, o podział tegoż hrabstwa w 1202-3 roku prowadził z nim konflikt zbrojny. Uzyskał wsparcie zarówno brata Piotra II z Aragonii, jak i swego poprzednika, Sancho. Konflikt zakończył się korzystnym dla niego pokojem z Aigues Mortes. W 1204 roku został jednak porwany przez Wilhelma IV i uwolniony przez Piotra II rok później. Alfons II zmarł w 1209 w Palermo, gdy towarzyszył swej siostrze, Konstancji, szykującej się do ślubu z przyszłym cesarzem Fryderykiem II Hohenstaufem.
W 1193 poślubił Garsendę II z Sabran, hrabinę Forcalquier, córkę hrabiego Forcalquier Rainera i Garsendy. Miał z nią syna, Rajmunda Berengara (1198-1245), następcę ojca jako Rajmund Berengar IV Prowansalski oraz córkę Garsendę.